# Petroscirtes variabilis
Petroscirtes variabilis är en fiskart som beskrevs av Cantor, 1849. Petroscirtes variabilis ingår i släktet Petroscirtes och familjen Blenniidae. Inga underarter finns listade i Catalogue of Life.